# 全日本プロレス (セガのゲーム)
全日本プロレス（ぜんにほんプロレス）は、セガより発売されたプロレスゲームのシリーズ。
本項では、同社から発売されたシリーズ3作品について記載する。

## 概要
それまで全日本プロレスの許諾を得たプロレスゲームは、メサイヤより同名のプロレスゲームが、スーパーファミコンにおいてシリーズ化されてきた。本シリーズは第5世代および第6世代のハード向けに開発されており、ポリゴンが用いられていることが特徴。
全作品、家庭用ゲーム機向けタイトルであると同時に、互換基板を利用したアーケードゲームとしても稼働している。

## システム
下記のシステムは、シリーズ全作品で共通している。
攻撃
攻撃は打撃（ATTACKボタン）、つかみ（HOLDボタン）、投げ（THROWボタン）の3タイプに分けられる。これらは三すくみの関係にあり、打撃は投げに勝つがつかみに負け、つかみは打撃に勝つが投げに負け、投げはつかみに勝つが打撃に負ける。
コンボ
特定の技を連続して出すことで、通常では出せない技が出せる。
また、一部の投げ技は、THROWボタンを押しっぱなしにすることで、直接フォールに移行する。
闘気
体力のほかに「闘気」というパラメータが存在。基本的には、技を受けるごとに闘気ゲージが増える。強力な技は、闘気ゲージがある程度蓄積していなければ出せない。
闘気がMAXになると、体力にかかわらずフォールを跳ね返すことができる。また『GIANT GRAM』以降では、「バーニング状態」に移行できる（後述）。
負傷
首やヒザなど、特定箇所への攻撃を受けるとダメージが蓄積（ダメージは箇所毎にパーセントで示される）。ダメージが50％以上になると、その箇所への攻撃を受けたり、その箇所を使った攻撃後に一時的に行動不能となることがある。100％になると、その箇所を使った攻撃が不能となり、その箇所への関節技でギブアップしやすくなる。3箇所が100％になると、レフェリーストップで敗北する。
REVERSAL
技を受ける特定のタイミングで「REVERSAL」という文字が表示され、その間にHOLDボタンを押すと、脱出や反撃が可能。
実況
家庭用ゲーム機版のみ、試合中に実況音声が流れる。実況のアナウンサーは作品ごとに異なるが、いずれも日本テレビ「全日本プロレス中継」の実況を当時担当していた、同局のアナウンサーが務めている。

## シリーズ作品

### 全日本プロレス FEATURING VIRTUA
セガサターン用ソフトとして、1997年10月23日発売。同時期にアーケード版が、互換基板のST-Vで稼働している。全日本プロレスの創立25周年を記念した作品で、タイトルにも記念ロゴが描かれている。
全日本プロレス所属・参戦のプロレスラーが実名で登場するほか、同社の対戦型格闘ゲーム・バーチャファイターシリーズより、ウルフ・ホークフィールドとジェフリー・マクワイルドが参戦。
実況は平川健太郎。また東京スポーツの協力を得て、試合終了後に東スポ紙面風の画面で結果が表示される。
サターン版では、日本テレビより提供された映像が流れる。
本作とのコラボレーションとして、覆面レスラー「ザ・ラクロス」として全日本プロレスに参戦していたジム・スティールが、ウルフ・ホークフィールドに扮して活動した。

#### システム
- 試合はシングルマッチのみ。
- サターン版には、オリジナルレスラーを育成する「フィーチャリングモード」を搭載。
- サターン版のみ「ボルテージ」というパラメータが存在する。観客を盛り上げる行動をすると上昇、逆の行動をすると下降。1Pモードでは、ボルテージが一定量以上ないと三冠ヘビー級王座に挑戦できない。

### GIANT GRAM 全日本プロレス2 in 日本武道館
ドリームキャスト用ソフトとして、1999年6月24日発売。同時期にアーケード版が、互換基板のNAOMIで稼働している。
前作に引き続き、バーチャファイターシリーズからウルフとジェフリーが参戦したほか、影丸も新たに登場。また、ジャイアント馬場は本作発売前に死去しているが、継続参戦している。
本作以降、一部の打撃技がヒットした際、バーチャファイターシリーズ同様の金属音が効果音として鳴るようになった。
ゲーム名のとおり、会場は日本武道館を再現している。実況は金子茂。

#### システム
- 新たに「MOVEボタン」が追加。リング内外への移動、およびタッグマッチにおけるタッチやカットプレーに使用する。
- タッグマッチが可能となった。ツープラトン攻撃を仕掛けることも可能。ドリームキャスト版では4人同時プレイもできる。
- 闘気がMAXの際、フォールされてカウントを2.0以上で跳ね返すと、「バーニング状態」に移行。バーニング中はフォールを跳ね返しやすくなる、REVERSALが出しやすくなるなど有利になる。
- 前作の「ボルテージ」に類する、「観客動員数」と「人気度」というパラメータが存在。ただし、両方とも試合中には表示されない。
- 前作の「フィーチャリングモード」に相当する「育成モード」を搭載。本作では、「エディットしたレスラーで試合をし、受けた技を覚える」という仕組みになっている。
  - ドリームキャスト版で育成したオリジナルレスラーは、ビジュアルメモリを介してアーケード版でも使用できた。
  - 本作に先駆け、携帯型ゲーム機『ジャイアントチャンネル』が同年5月20日発売。実際には同名ミニゲームがプリインストールされたビジュアルメモリで、ミニゲームの成績によりオリジナルレスラーのコスチュームが増えた。

### GIANT GRAM 2000 全日本プロレス3 栄光の勇者達
ドリームキャスト用ソフトとして、2000年8月10日発売。同時期にアーケード版が、互換基板のNAOMIで稼働している。開発はワウ エンターテイメント。
『GIANT GRAM』のバージョンアップ版。ジャイアント馬場をはじめ、力道山やザ・デストロイヤーといった往年の名レスラーが、存命・物故者問わず多数参戦している。一方、バーチャファイターシリーズからの参戦はなくなった（ジム・スティール版のウルフは継続参戦）。また前作同様、ドリームキャスト版の育成モードで育てたオリジナルのレスラーを、ビジュアルメモリを介してアーケード版で使用できる。
本作の発売前、全日本プロレスの所属選手・スタッフが大量離脱し、新団体「プロレスリング・ノア」を旗揚げする事態となった。しかし、本作はお蔵入りすることなく発売された。
実況は若林健治。

#### システム
- 闘気がMAXであれば、いつでもバーニング状態に移行可能になった。
- バーニング中にのみ出せる「バーニング技」が追加。一部レスラーには、リング内のほか場外でのみ出せるバーニング技を持つ者もいる。
- ドリームキャスト版に「名勝負再現モード」が追加。過去の名勝負と同じ展開になるよう、特定のタイミングで指示された技を出していく。再現ノルマを規定値以上満たせばクリアし、ダイジェストムービーが閲覧できる。全ステージをクリアすると、「3本勝負モード」と「オールジャパンモード」が追加される。限られたステージをクリアするごとに、育成モードのショップに隠しコスチュームが追加される[2]。
- 「育成モード」において、前作になかった「覚えた技の消去」および「技の合成」の要素が追加。

## 出場レスラー
本作のオリジナルレスラー、エディットレスラーを除く。●はゲーム発売時点での物故者。
| レスラー                   | 1作目 | 2作目 | 3作目 |
| -------------------------- | ----- | ----- | ----- |
| ジャイアント馬場           | ○     | ●     | ●     |
| 三沢光晴                   | ○     | ○     | ○     |
| 川田利明                   | ○     | ○     | ○     |
| 田上明                     | ○     | ○     | ○     |
| 小橋建太                   | ○     | ○     | ○     |
| 秋山準                     | ○     | ○     | ○     |
| 馳浩                       | ○     | ○     | ○     |
| 小川良成                   | ―     | ―     | ○     |
| 大森隆男                   | ―     | ―     | ○     |
| 高山善廣                   | ―     | ―     | ○     |
| 本田多聞                   | ―     | ―     | ○     |
| 垣原賢人                   | ―     | ―     | ○     |
| 志賀賢太郎                 | ―     | ―     | ○     |
| 力道山                     | ―     | ―     | ●     |
| ジャンボ鶴田               | ―     | ―     | ●     |
| スタン・ハンセン           | ○     | ○     | ○     |
| スティーブ・ウィリアムス   | ○     | ○     | ○     |
| ゲーリー・オブライト       | ○     | ○     | ●     |
| ジョニー・エース           | ○     | ○     | ○     |
| ベイダー                   | ―     | ○     | ○     |
| ウルフ・ホークフィールド   | ―     | ○     | ○     |
| マイク・バートン           | ―     | ―     | ○     |
| ジョニー・スミス           | ―     | ―     | ○     |
| マウナケア・モスマン       | ―     | ―     | ○     |
| ザ・デストロイヤー         | ―     | ―     | ○     |
| ブルーザー・ブロディ       | ―     | ―     | ●     |
| フリッツ・フォン・エリック | ―     | ―     | ●     |
| ボボ・ブラジル             | ―     | ―     | ●     |
| ブルーノ・サンマルチノ     | ―     | ―     | ○     |
| ドン・レオ・ジョナサン     | ―     | ―     | ○     |
| ジン・キニスキー           | ―     | ―     | ○     |
| ウルフ・ホークフィールド   | ○     | ○     | ―     |
| ジェフリー・マクワイルド   | ○     | ○     | ―     |
| 影丸                       | ―     | ○     | ―     |